# Pterolophia subropicoides
Pterolophia subropicoides là một loài bọ cánh cứng trong họ Cerambycidae.